# وزن سلاسل (فلم)
وزن سلاسل هو فيلم وثائقي كندي يأخذ نظرة فاحصة على الدور الذي لعبته الولايات المتحدة وحلف شمال الأطلسي والاتحاد الأوروبي في تفكك يوغوسلافيا. يعرض لقطات نادرة لم يسبق أن رآها الجمهور الغربي، ويتضمن مقابلات عديدة.

## روابط خارجية
- مقالات تستعمل روابط فنية بلا صلة مع ويكي بيانات